# Rikssalsstiftelsen
Rikssalsstiftelsen, eller Stiftelsen för omhänderhavandet av Rikssalen å Uppsala slott, har som syfte att ta hand om Rikssalen på Uppsala slott.
Renoveringen av den mycket åtgångna salen påbörjades och slutfördes under 1930-talet och en stiftelse bildades för att ta hand om dess skötsel. 
Kungl Maj:t gav den 18 juli 1931 i uppdrag åt Kungliga Byggnadsstyrelsen att i samråd med Riksantikvarieämbetet restaurera rikssalen med tillhörande gallerier och övriga utrymmen. Det var dock först 1943 som Kungl Maj:t fastställde de stadgar som gäller för stiftelsen.
Bland stiftarna ses Uppsala studentkår, Uppsala kommun, Uppsala universitet och svenska staten. Rikssalsstiftelsen administreras av Länsstyrelsen i Uppsala län.
Ordförande är landshövdingen i Uppsala län